# Barbara Feldon
Barbara Feldon, pseudonimo di Barbara Anne Hall (Butler, 12 marzo 1933), è un'attrice e scrittrice statunitense nota principalmente per il ruolo dell'Agente 99 nella sit-com Get Smart degli anni sessanta.

## Biografia
Barbara Anne Hall nacque nella cittadina di Butler in Pennsylvania, vicino a Pittsburgh. Si diplomò in recitazione alla Bethel Park High School ed iniziò a fare pratica recitando alla Pittsburgh Playhouse. Nel 1955 si laureò presso il Carnegie Institute of Technology (ora Carnegie Mellon University). Nel 1957, vinse il montepremi del telequiz The $64,000 Question rispondendo a domande su William Shakespeare.

## Carriera

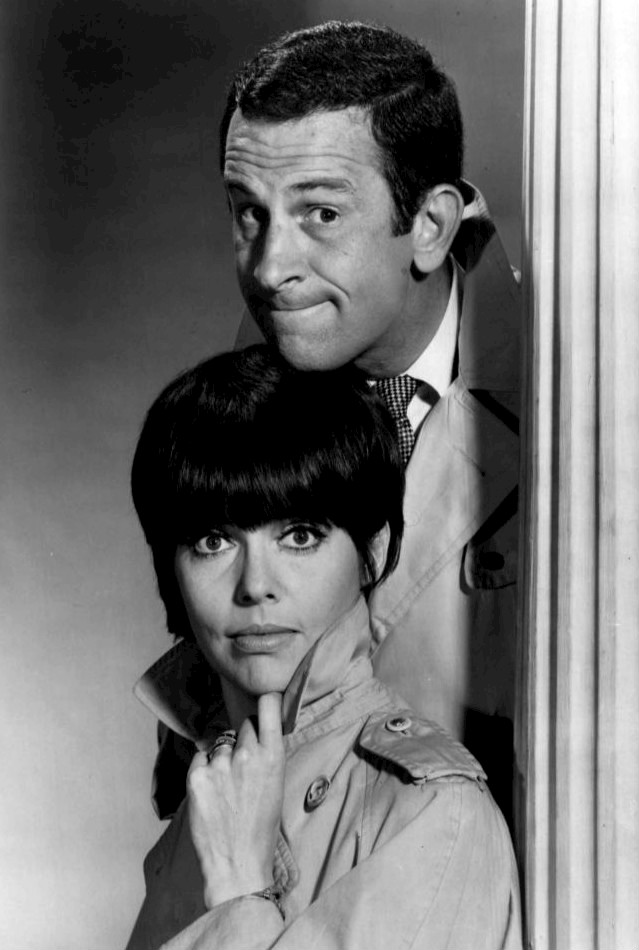
Nel ruolo dell'Agente 99, con Don Adams in Get Smart (1965)

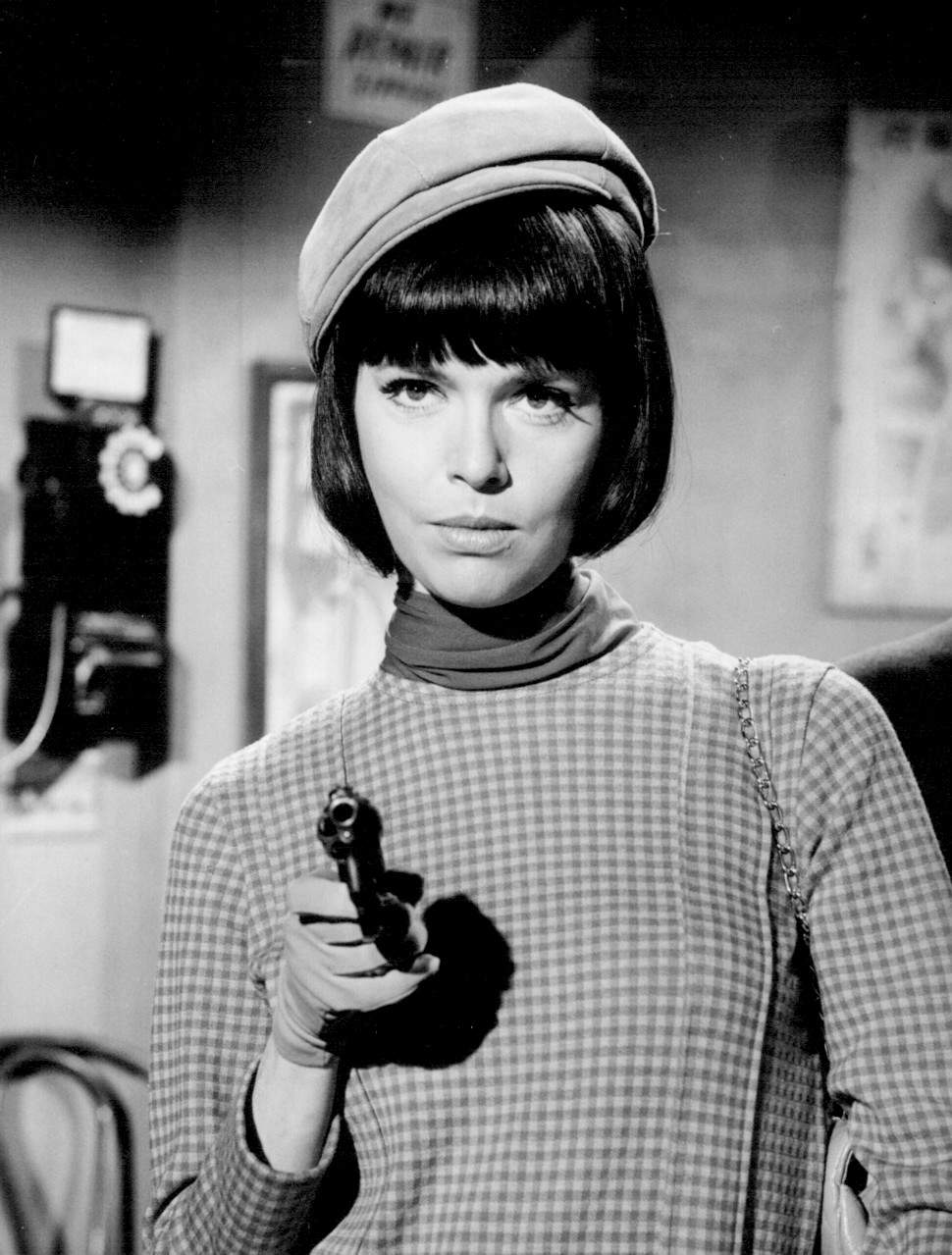
Barbara Feldon in Get Smart (1966)

Dopo alcuni lavori come modella, assunto il nome d'arte "Barbara Feldon", raggiunse la fama televisiva grazie ad uno spot pubblicitario di una pomata per capelli maschili. L'esperienza la portò a recitare in piccoli ruoli in varie serie televisive degli anni sessanta come Twelve O'Clock High, Griff, Rowan & Martin's Laugh-In, Flipper, e Organizzazione U.N.C.L.E. Nel 1964, apparve insieme a Simon Oakland in un episodio della serie della CBS Mr. Broadway. Successivamente venne scritturata per il ruolo dell'"Agente 99" nel telefilm comico-spionistico Get Smart come spalla di Don Adams. La Feldon interpretò la parte per l'intera durata della serie, dal 1965 al 1970, e fu nominata agli Emmy Award for Outstanding Lead Actress in a Comedy Series sia nel 1968 che nel 1969.
I più recenti lavori in tv della Feldon sono apparizioni in Cin cin e Innamorati pazzi. Barbara ha recitato anche in film per il grande schermo come Ladri sprint (1967), Smile (1975) e La gang della spider rossa (1976).
Barbara Feldon riprese il ruolo dell'agente 99 in occasione del film tv Get Smart, Again! (1989) e nella serie televisiva di breve durata intitolata Get Smart del 1995, remake della serie classica. Nel 2006 ha fornito il commento audio all'uscita in formato DVD dell'originale Get Smart.

## Vita privata
La Feldon si è sposata nel 1958 con Lucien Verdoux-Feldon. La coppia divorziò nel 1967 e Barbara iniziò una relazione sentimentale con il produttore di Get Smart Burt Nodella. Il rapporto durò dodici anni e alla fine di esso la Feldon fece ritorno a New York City dove attualmente risiede. Nel 2003 scrisse un libro, Living Alone and Loving It. Barbara Feldon recita ancora occasionalmente in produzioni off-Broadway, ma si è dichiarata "non più interessata a recitare a lungo termine".

## Filmografia parziale
- Ladri sprint (Fitzwilly), regia di Delbert Mann (1967)
- Smile, regia di Michael Ritchie (1975)
- La gang della spider rossa (No Deposit, No Return), regia di Norman Tokar (1976)
- The Last Request, regia di John DeBellis (2006)

### Televisione
- The Nurses – serie TV, episodio 3x06 (1964)
- Assistente sociale (East Side/West Side) – serie TV, episodi 1x15-1x19 (1964)
- Mr. Broadway – serie TV, episodio 1x03 (1964)
- Get Smart – serie TV, 138 episodi (1965-1970)
- Una vacanza all'inferno (A Vacation in Hell), regia di David Greene - film TV (1979)